# Siegfried Lenz

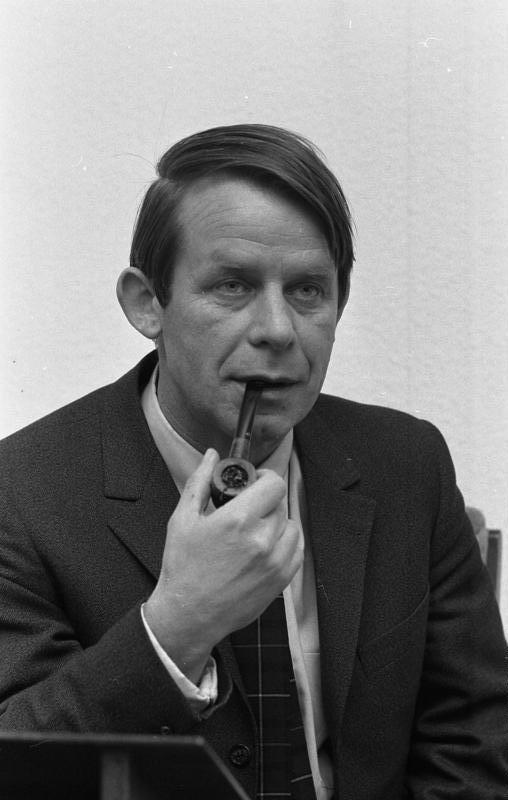
Siegfried Lenz in 1969

Siegfried Lenz (Lyck, Oost-Pruisen, 17 maart 1926 – Hamburg, 7 oktober 2014) was een Duitse schrijver. Tot 1951 werkte hij als journalist.
Lenz was een zoon van een douanier. Op 13-jarige leeftijd kwam hij bij de Hitlerjugend.
In 1943 werd hij ingelijfd in de marine. Hij weigerde een opstandige medesoldaat dood te schieten en deserteerde. Nadat hij door de Britten krijgsgevangene gemaakt was, ging hij als tolk aan het werk. Na een korte tijd werd hij weer vrijgelaten door de Britten.
Na de oorlog studeerde Lenz in Hamburg Engels, literatuurwetenschap en filosofie. Hij maakte deel uit van de Gruppe 47, die na de oorlog de Duitse literatuur wilde bevorderen. In 1948 kwam hij bij de krant Die Welt. Toen in 1951 zijn eerste roman Es waren Habichte in der Luft verschenen was, nam hij bij de krant ontslag. Hij besloot om daarna als schrijver in zijn onderhoud te voorzien. Net zoals schrijver Günter Grass voelde Siegfried Lenz zich sterk met de politieke partij SPD verbonden.
Siegfried Lenz kreeg talrijke literaire prijzen. De thematiek in zijn werk is verbonden met Masuren waar hij opgroeide, het zuidelijke deel van Oost-Pruisen. Dat was een landschap van dichte bossen en van meren, bewoond door een bevolking die gemangeld raakte tussen haar 'Heimat' en de steeds dwingender eisen die het nationalisme van de moderne Duitse staat en de nationaalsocialistische terreurheerschappij stelde. En die na annexatie van dit gebied door het na-oorlogse Polen moest verdwijnen. In 1988 werd hij met de Vredesprijs van de Duitse Boekhandel (Friedenspreis des Deutschen Buchhandels) onderscheiden.
Samen met Heinrich Böll en Gunther Grass wordt hij in Duitsland gerekend tot de Grote -naoorlogse- Drie.

## Literaire werken
In Nederlandse vertaling (selectie, waarin de met Masuren verbonden werken niet voorkomen):

- Bureau Gevonden Voorwerpen. (Vert. van Fundbüro, door Gerrit Bussink). Amsterdam, Van Gennep, 2013. ISBN 9789461641656
- Duitse les. (Vertaling van Deutschstunde, door Jaap Walvis). Amsterdam, Van Gennep, 2011. ISBN 9789461640048 (Oorspr. uitgave: Duits!, Amsterdam, Meulenhoff, 1970.)
- Een minuut stilte. (Vertaling van Schweigeminute, door Gerrit Bussink). Amsterdam, Van Gennep, 2010. 5e druk, 2013: ISBN 978-94-6164-319-3
- Het voorbeeld. (Vertaling van Das Vorbild, door Willy Wielek-Berg). Amsterdam, Elsevier, 1974. ISBN 90-10-01230-1
- De man in de stroom. (Vertaling van Der Mann im Strom, door L. Coutinho). Amsterdam, Wereldbibliotheek, 1965.
- Het oefenterrein (vertaling van Exerzierplatz door W. Wielek-Berg)
- De overloper (vertaling Der Überläufer door Gerrit Bussink))
- Het Servische meisje (vertaling door W. Wielek-Berg van Das Serbische Mädchen). Hema BV Amsterdam, 1988, verschenen in de Hema-serie Literaire Meesters. Een bundel van 6 verhalen.
- Het Lichtschip (Vertaling van Das Feuerschiff. Vertaald uit het Duits door Jan Hardenberg en herzien door Frank Schuitenmaker. Uitgeverij van Gennep, Amsterdam 2011). ISBN 9789461640598

Duits:
- Es waren Habichte in der Luft (1951)
- Der Überläufer (1951, werd pas 2016 postuum gepubliceerd)
- So zärtlich war Suleyken (1955)
- Der Mann im Strom (1956)
- Jäger des Spotts (1958)
- Das Feuerschiff (1960)
- Zeit der Schuldlosen (1962)
- Das Gesicht (1964)
- Der Spielverderber (1965)
- Deutschstunde (1968)
- Die Augenbinde (1970)
- Das Vorbild (1973)
- Einstein überquert die Elbe bei Hamburg (1975)
- Elfenbeinturm und Barrikade (1976)
- Heimatmuseum (1978)
- Der Verlust (1981)
- Exerzierplatz (1985)
- Das serbische Mädchen (1987)
- Die Auflehnung (1994)
- Fundbüro (2003)
- Schweigeminute (2008)
- Die Maske (2011)

- Bibsys: 90058575
- Biblioteca Nacional de España: XX987605
- Bibliothèque nationale de France: cb12016642p (data)
- Catàleg d'autoritats de noms i títols de Catalunya: 981058608643406706
- CiNii: DA01426609
- Gemeinsame Normdatei: 118571680
- International Standard Name Identifier: 0000 0001 2283 4071
- Library of Congress Control Number: n50049781
- Nationale Bibliotheek van Letland: 000000289
- MusicBrainz: 4fdab20f-7771-451d-9b16-e6eb59850591
- Bibliotheek van het Japanse parlement: 00447371
- Nationale Bibliotheek van Tsjechië: jn19990004998
- Nationale bibliotheek van Australië: 35300273
- Nationale Bibliotheek van Israël: 987007264461005171
- Nationale Bibliotheek van Polen: a0000001237670
- Nationale en Universitaire bibliotheek Zagreb: 000038311
- Nederlandse Thesaurus van Auteursnamen: 068762232
- Istituto Centrale per il Catalogo Unico: CFIV129651
- LIBRIS: 247098
- SNAC: w6rr2k01
- Système universitaire de documentation: 028302915
- Trove: 903173
- Virtual International Authority File: 99944575
- WorldCat: E39PBJgH7Hx9vT7VMPM4HkWMT3